# Bellflower, Missouri
Bellflower är en ort i Montgomery County i Missouri. Vid 2010 års folkräkning hade Bellflower 393 invånare.